# Wiwaxia
Wiwaxia är ett släkte av ryggradslöst djur med okänd affinitet som man har hittat i Burgess Shale faunan. Organismen var försedd med en rad av tänder vars placering och utseende liknar de som återfinns hos en rad nu levande maskar alt. blötdjur. 
Två arter är beskrivna:
- Wiwaxia corrugata, Nordamerika
- Wiwaxia foliosa, Kina